# Korten Ridge
Der Korten Ridge (englisch; bulgarisch Кортенски хребет Kortenski chrebet) ist ein 18 km langer, 9 km breiter und im Mount Bris 1673 m hoher Gebirgskamm mit nord-südlicher Ausrichtung an der Davis-Küste des Grahamlands auf der Antarktischen Halbinsel. Er wird gegenüber dem Detroit-Plateau nach Südosten durch den Podvis Col, nach Südwesten durch den Temple-Gletscher, nach Westen durch die Lanchester Bay, nach Norden durch den Wennersgaard Point und die Jordanoff Bay sowie nach Osten durch den Sabine-Gletscher begrenzt.
Deutsche und britische Wissenschaftler kartierten ihn 1996 gemeinsam. Die bulgarische Kommission für Antarktische Geographische Namen benannte ihn 2010 nach einer Ortschaft im Südosten Bulgariens.